# قائمة أهداف طلال المشعل الدولية
طلال المشعل مهاجم كرة قدم سابق مثل المنتخب السعودي لكرة القدم. وهو الهداف الخامس لمنتخب البلاد على مر التاريخ. سجل 32 هدفا في 60 مباراة دولية رسمية.

## الأهداف الدولية
نتائج وحصاد الأهداف السعودية في أول مؤشر، عمود النتيجة مؤشر على النتيجة بعد كل هدف للمشعل.
| ركلة جزاء | يشير إلى تسجيل هدف من ركلة جزاء |

| رقم | التاريخ        | المكان                                       | الخصم                    | النتيجة | الحصيلة | المنافسة               | مرجع |
| --- | -------------- | -------------------------------------------- | ------------------------ | ------- | ------- | ---------------------- | ---- |
| 1   | 31 مايو 2000   | استاد اي تي أو، غيور، المجر                  | المجر                    | 1–2     | 2–2     | مباراة ودية            |      |
| 2   | 23 سبتمبر 2000 | استاد الأمير فيصل بن فهد، الرياض، السعودية   | سوريا                    | 1–0     | 2–1     | مباراة ودية            |      |
| 3   | 28 سبتمبر 2000 | استاد الأمير فيصل بن فهد، الرياض، السعودية   | الإمارات العربية المتحدة | 6–1     | 6–1     | مباراة ودية            |      |
| 4   | 7 أكتوبر 2000  | ستاد عمان الدولي، عمان، الأردن               | كازاخستان                | 1–0     | 1–0     | مباراة ودية            |      |
| 5   | 24 أكتوبر 2000 | ملعب مدينة كميل شمعون الرياضية، بيروت، لبنان | الكويت                   | 2–2     | 3–2     | كأس آسيا 2000          |      |
| 6   | 26 أكتوبر 2000 | ملعب مدينة كميل شمعون الرياضية، بيروت، لبنان | كوريا الجنوبية           | 1–0     | 2–1     | كأس آسيا 2000          |      |
| 7   | 26 أكتوبر 2000 | ملعب مدينة كميل شمعون الرياضية، بيروت، لبنان | كوريا الجنوبية           | 2–0     | 2–1     | كأس آسيا 2000          |      |
| 8   | 30 يناير 2001  | ملعب الأمير محمد بن فهد، الدمام، السعودية    | سوريا                    | 1–0     | 1–0     | مباراة ودية            |      |
| 9   | 10 فبراير 2001 | ملعب الأمير محمد بن فهد، الدمام، السعودية    | بنغلاديش                 | 1–0     | 3–0     | تصفيات كأس العالم 2002 |      |
| 10  | 10 فبراير 2001 | ملعب الأمير محمد بن فهد، الدمام، السعودية    | بنغلاديش                 | 3–0     | 3–0     | تصفيات كأس العالم 2002 |      |
| 11  | 12 فبراير 2001 | ملعب الأمير محمد بن فهد، الدمام، السعودية    | فيتنام                   | 1–0     | 5–0     | تصفيات كأس العالم 2002 |      |
| 12  | 12 فبراير 2001 | ملعب الأمير محمد بن فهد، الدمام، السعودية    | فيتنام                   | 4–0     | 5–0     | تصفيات كأس العالم 2002 |      |
| 13  | 15 فبراير 2001 | ملعب الأمير محمد بن فهد، الدمام، السعودية    | منغوليا                  | 3–0     | 6–0     | تصفيات كأس العالم 2002 |      |
| 14  | 17 فبراير 2001 | ملعب الأمير محمد بن فهد، الدمام، السعودية    | بنغلاديش                 | 2–0     | 6–0     | تصفيات كأس العالم 2002 |      |
| 15  | 17 فبراير 2001 | ملعب الأمير محمد بن فهد، الدمام، السعودية    | بنغلاديش                 | 3–0     | 6–0     | تصفيات كأس العالم 2002 |      |
| 16  | 17 فبراير 2001 | ملعب الأمير محمد بن فهد، الدمام، السعودية    | بنغلاديش                 | 6–0     | 6–0     | تصفيات كأس العالم 2002 |      |
| 17  | 19 فبراير 2001 | ملعب الأمير محمد بن فهد، الدمام، السعودية    | فيتنام                   | 1–0     | 4–0     | تصفيات كأس العالم 2002 |      |
| 18  | 19 فبراير 2001 | ملعب الأمير محمد بن فهد، الدمام، السعودية    | فيتنام                   | 2–0     | 4–0     | تصفيات كأس العالم 2002 |      |
| 19  | 19 فبراير 2001 | ملعب الأمير محمد بن فهد، الدمام، السعودية    | فيتنام                   | 3–0     | 4–0     | تصفيات كأس العالم 2002 |      |
| 20  | 30 يناير 2002  | ملعب الملك فهد الدولي، الرياض، السعودية      | قطر                      | 3–1     | 3–1     | كأس الخليج العربي 15   |      |
| 21  | 17 ديسمبر 2002 | ملعب نادي الكويت، مدينة الكويت، الكويت       | البحرين                  | 2–1     | 2–1     | كأس العرب 2002         |      |
| 22  | 24 ديسمبر 2002 | ملعب نادي الكويت، مدينة الكويت، الكويت       | سوريا                    | 3–0     | 3–0     | كأس العرب 2002         |      |
| 23  | 6 أكتوبر 2003  | استاد الأمير عبد الله الفيصل، جدة، السعودية  | اليمن                    | 7–0     | 7–0     | تصفيات كأس آسيا 2004   |      |
| 24  | 10 أكتوبر 2003 | استاد الأمير عبد الله الفيصل، جدة، السعودية  | إندونيسيا                | 1–0     | 5–0     | تصفيات كأس آسيا 2004   |      |
| 25  | 10 أكتوبر 2003 | استاد الأمير عبد الله الفيصل، جدة، السعودية  | إندونيسيا                | 3–0     | 5–0     | تصفيات كأس آسيا 2004   |      |
| 26  | 10 أكتوبر 2003 | استاد الأمير عبد الله الفيصل، جدة، السعودية  | إندونيسيا                | 4–0     | 5–0     | تصفيات كأس آسيا 2004   |      |
| 27  | 17 أكتوبر 2003 | استاد الأمير عبد الله الفيصل، جدة، السعودية  | إندونيسيا                | 1–0     | 6–0     | تصفيات كأس آسيا 2004   |      |
| 28  | 17 أكتوبر 2003 | استاد الأمير عبد الله الفيصل، جدة، السعودية  | إندونيسيا                | 5–0     | 6–0     | تصفيات كأس آسيا 2004   |      |
| 29  | 20 ديسمبر 2003 | ملعب الأمير محمد بن فهد، الدمام، السعودية    | أذربيجان                 | 1–0     | 1–0     | مباراة ودية            |      |
| 30  | 2 يونيو 2004   | ملعب الملك فهد الدولي، الرياض، السعودية      | تركمانستان               | 1–0     | 3–0     | تصفيات كأس العالم 2006 |      |
| 31  | 2 يونيو 2004   | ملعب الملك فهد الدولي، الرياض، السعودية      | تركمانستان               | 3–0     | 3–0     | تصفيات كأس العالم 2006 |      |
| 32  | 12 أكتوبر 2004 | ملعب غيلورا بونغ كارنو، جاكرتا، إندونيسيا    | إندونيسيا                | 1–0     | 3–1     | تصفيات كأس العالم 2006 |      |